# Roger Dubuis
Roger Dubuis es un fabricante suizo de relojes de lujo, con sede en Ginebra (Suiza). La empresa fue fundada por Roger Dubuis y Carlos Dias en 1995, y en 2008 fue adquirida por el grupo Richemont.
Los relojes Roger Dubuis incluyen las colecciones Excalibur y Velvet, así como relojes sobre automovilismo diseñados en colaboración con Lamborghini Squadra Corse y Pirelli.

## Historia

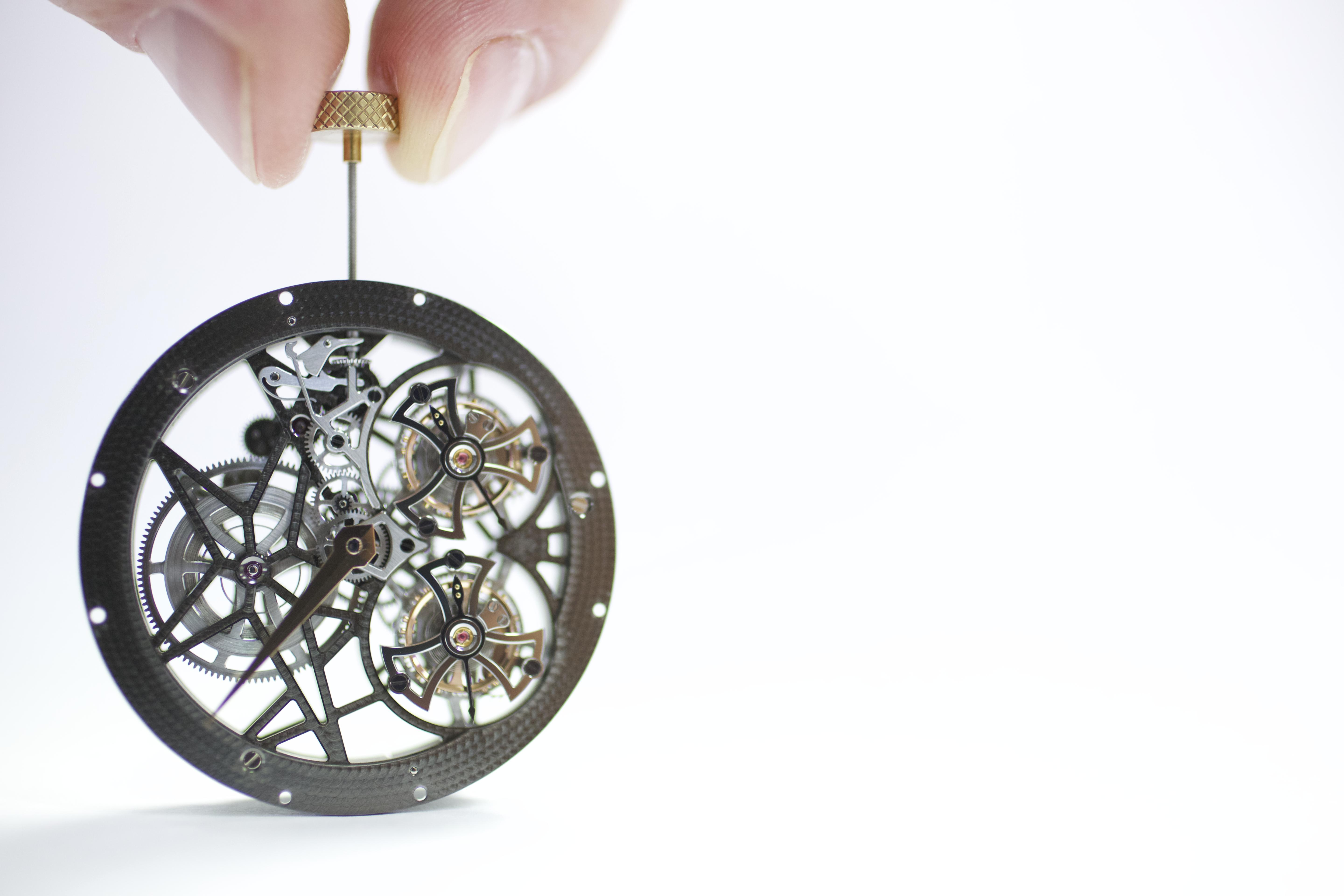
Movimiento Roger Dubuis Double Flying Tourbillon RD01SQ

Roger Dubuis comenzó su carrera a finales de la década de 1950 en la firma relojera Longines, y fundó su propio taller en 1980, tras 14 años desarrollando complicaciones en Ginebra para Patek Philippe & Co.. Durante varios años, aceptó encargos de diseño de nuevas complicaciones para importantes marcas. Carlos Dias, diseñador de Franck Muller, se unió a Dubuis para lanzar entre ambos su propia marca.
La Manufactura Roger Dubuis de Ginebra se fundó en 1995. Tras cuatro años de desarrollo, en 1999, la empresa presentó sus primeros relojes diseñados y desarrollados íntegramente en la empresa.
En 2001, Roger Dubuis construyó su planta de fabricación en Meyrin, a las afueras de Ginebra.
En 2005, se lanzó la colección Excalibur, equipada con el movimiento Double Tourbillon Skeleton.
En agosto de 2008, el Grupo Richemont adquirió el 60% de Roger Dubuis. En 2016, el grupo adquirió el 40% restante de la empresa.
El cofundador Roger Dubuis falleció en octubre de 2017.

## Movimientos
Roger Dubuis es una de las pocas empresas relojeras suizas que produce la mayoría de los componentes de sus calibres internamente. Los calibres Roger Dubuis se componen de cientos de componentes acabados a mano.
La mayoría de los relojes Roger Dubuis llevan el «Poinçon de Genève», o Sello de Ginebra, que certifica la calidad relojera específica de Ginebra.
Los principales movimientos producidos por Roger Dubuis son:
- RD820SQ Reloj automático esqueletizado con microrrotor[13]

- RD505SQ Tourbillon Volante Simple[14]

- RD01SQ Tourbillon Volante Doble Esqueletizado[15]

- RD101 Quatuor, con cuatro volantes[16]

- RD103SQ Volantes de doble espiral con diferencial: este fue el primer movimiento Roger Dubuis creado en colaboración con Lamborghini Squadra Corse.[17]

Los calibres Roger Dubuis se fabrican con oro, diamantes y titanio, así como con nuevos materiales como carbono, cerámica y cobalto. La mayoría de los relojes son esqueletizados.

## Colaboraciones con el mundo del automovilismo
Roger Dubuis inició su colaboración con las empresas de deportes del motor en 2017.
- Lamborghini Squadra Corse[21][22]

- Pirelli: estos relojes incorporan caucho incrustaciones de neumáticos Pirelli.[23]